# Isklatring
Isklatring er aktiviteten at klatre på isformationer, hvilket også kaldes fossklatring efter det norske ord for vandfald.
Isklatring kan både foregå på høje bjerge ved bjergbestigning, hvor frost/tø-processer danner alpin is (vandis) eller det kan foregå på frosne vandfald der fryser til om vinteren. Normalt anvendes reb og isskruer til at sikre med og klatringen foregå ved hjælp af steigeisen  (en form for pigsko) og isøkser. 
Alpin is findes i bjergmiljøer og kræver normalt en tilgang over gletsjere og målet er oftest at bestige en bjergtop. Fossklatringer findes derimod i lavere højder hvor vandstrømning falder over en klippevæg og kan derfor kun bestiges om vinteren når det fryser til. Teknisk kvalitet af isen er afhængig af dannelsesmåden og alpin is varierer meget i konsistens ifølge vejr- og sneforhold. Is kan være blød, hård eller sprød. 
Populære områder for udøvelse af fossklatring er Rjukan i Norge med bl.a. Rjukanfossen, Canmore-området i Canada, Vail i Colorado og Cogne i Italien. 
Blandet klatring som foregår på både klippe og is samtidigt og betegnes mixklatring, hvilket ofte findes på høje bjerge. 